# Jens Zetlitz Kielland (författare)
Jens Zetlitz Kielland, född 1873 i Stavanger, död 1926, var en norsk författare, son till Alexander Kielland och far till Axel Kielland.
Kielland debuterade år 1900 med Eugenie, en berättelse från Frankrike. Den följdes av romanen Byen med det store hjerte (1901), Jæren-skildringarna Rægster (1901) Ane Marie (1903), To brødre (1906) och detektivromanen Det store tyveri i mynten (1907). 1910 kom romanen Menneskers veie.